# Константин Калинин
Константин Алексеевич Калинин е съветски пилот, инженер и авиоконструктор, живял и работил в началото на 20 в. Създава граждански и военни самолети и е автор на уникални за времето си конструкции в самолетостроенето.

## Биография
Константин Калинин е роден на 5 февруари 1877 г. (24 януари ст. ст.) във Варшава, която тогава е в границите на Руската империя. Баща му, Алексей Кирилович, е офицер (вахмистър, по-късно титулярен съветник), но произхождащ от род на крепостни селяни. Майка му, Мария фон Браун, е обедняла полска дворянка. Константин е четвъртото дете в семейството. След внезапната смърт на баща му през 1890 г., семейството се мести в гр. Андреев, където през 1904 г. Калинин постъпва на работа като стругар в металургичния завод в града.
През 1905 г. става член на Полската партия на социалистите. Арестуван е, но е освободен под гаранция след половин година, благодарение на брат си Владимир, работещ в Министерството на правосъдието. По негов съвет постъпва като доброволец в 184-ти Варшавски пехотен полк, където дочаква присъдата си. Тя е 4 месеца затвор, но му се зачитат шестте прекарани без присъда месеци в затвора и той е освободен с документ за благонадеждност. Този документ по-късно ще се окаже фатален за него.
През 1909 г. Калинин постъпва в Одеското юнкерско училище, което завършва втори по упех през 1912 г. и избира да служи в Далечния изток, където е назначен като подпоручик в 3-та Сибирска стрелкова артилерийска бригада. В същото време получава и учредената на името на генерал-фелдмаршал Милютин награда за показаните изключителни успехи във военното училище.
През 1915 г. 3-та Сибирска стрелкова артилерийска бригада се сражава на Източния фронт на Първата световна война. За кратко време Константин Калинин е произведен в поручик и е награден с ордените Света Ана IV степен и Свети Станислав с мечове и лента. По негово желание през 1916 г. е изпратен във военноавиационна школа, която завършва същата година и е зачислен като „военен летец“ в 26-и корпусен авиоотряд, където воюва до края на войната. През 1917 г. сам бомбардира и разрушава мост над р. Бистрица, за което е награден с орден Св. Ана III степен с мечове и лента.
През 1917 г. К. А. Калинин става член на партията на есерите. При настъпилата гражданска война Калинин служи първо при болшевиките, после във войските на Украинска народна република, но през 1919 г. окончателно решава да премине на страната на болшевиките, като предвидливо си съставя нова автобиография, където са променени годината на раждане, месторождението и произхода му. В началото на 1920 г. е изведен в запаса. Назначен е за инспектор по авиотехниката и е изпратен да учи в Московския авиационен техникум. Скоро след това обаче техникумът е преобразуван във Военновъздушна инженерна академия „Н. Е. Жуковски“, а Калинин не може да продължи образованието си, тъй като попада в черните списъци на тези, които не бива да учат във ВУЗ. През февруари 1923 г. е приет като студен направо в 4-ти курс в Киевския политехнически университет в относително независимата по това време Украйна и почти едновременно започва работа в Киевския авиационен завод като завеждащ конструкторското бюро. Дипломира се през 1925 г., като през същата година е готов и първият му самолет – К-1. Това е горноплощник с елиптично в план крило.
В началото на 1926 г. Калинин се мести със семейството си в гр. Харков (тогава столица на УССР) и започва работа в Харковския авиационен завод, където преминава основната част от дейността му като авиоконструктор. През 1929 г. се появява К-5, станал най-масовия граждански самолет в СССР по онова време, използван като транспортен и през Втората световна война. До 1934 г. се появяват още редица самолети конструкция на Калинин, като сред тях са К-7, най-големият сухоземен самолет в света до момента, и К-12 (ВС-2), лек бомбардировач, конструиран по схемата „летящо крило“. През 1934 г. К. А. Калинин е преведен на работа в гр. Воронеж, в специално създаденият за строителството на гиганта К-7 авиационен завод № 18. Но в резултат на интриги в съветското ръководство (и най-вече от страна на Туполев) К-7 не влиза в производство, а завод № 18 започва производството на туполевските АНТ-25 и ДБ-2.
На 31 май 1938 г. Константин Калинин е арестуван от органите на НКВД и обвинен в шпионска дейност и вредителство. Едно от доказателствата срещу него е и откритият от НКВД документ за благонадеждност, издаден след старата му присъда. На семейството му е съобщено, че е осъден на 10 години лагер без право на свиждане, а по-късно им е съобщено, че е починал на 27 април 1940 г. В действителност на 22 октомври 1938 г., на съдебно заседание, продължило около 10 минути, той е осъден на смърт за антисъветска дейност и шпионаж, като присъдата е „приведена в изпълнение незабавно“.